# Городище (Эммаусское сельское поселение)
Городи́ще — деревня в Калининском районе Тверской области. Относится к Эммаусскому сельскому поселению.
Расположена к юго-востоку от Твери, в 5 км от центра поселения посёлка Эммаусс. В 0,5 км проходит автодорога «Москва — Санкт-Петербург».

## Население
В 1997 году — 24 хозяйства, 41 житель. По данным на 2008 год население деревни составило 44 человека.